# Jeikel Venegas
Jeikel Francisco Venegas McCarthy (Limón, 6 de abril de 1988) es un futbolista costarricense que juega de interior derecho en  Guadalupe Fútbol Club de la Primera División de Costa Rica.

## Carrera

### Inicios
Nació en Limón, el 6 de abril de 1988 y su familia se constituye por ocho hermanos. Desde pequeño, Jeikel fue un apasionado por el fútbol para practicarlo en el barrio la Trinidad, sin zapatillas en una cancha llamada Cariari. Su madre, Sonia Mc Carthy, se encargó principalmente de cuidar a sus hermanos y a pesar de las situaciones de dificultad, ella apoyó a Venegas en su deseo de jugar profesionalmente. A temprana edad, recibió comentarios positivos acerca de su estilo de juego, y a los quince años dejó su pueblo para vivir en la casa de sus tíos en Heredia, con la convicción de ganarse un cupo en la máxima categoría del balompié costarricense. Estuvo en equipos de la Liga Nacional de Fútbol Aficionado (Linafa) correspondientes al sector de San Isidro, tales como Concepción, El Quesada y Estrella Roja. Además, participó en varios torneos de fútbol sala hasta convertirse en seleccionado nacional. Realizó pruebas en los clubes de Limón y Belén de la Primera División, sin embargo no fue aceptado.
Mientras se desempeñaba en Linafa, Vinicio Montero, asistente técnico del Pérez Zeledón, observó el rendimiento de Venegas para posteriormente ser recomendado como una posible incorporación a este conjunto. Tras una semana intensa en entrenamientos con los generaleños, finalmente fue tomado en cuenta para el plantel principal.

### Pérez Zeledón
El Pérez Zeledón se fijó en él y creyó en su talento para hacerse futbolista profesional, por lo que fue convocado para la primera fecha del Campeonato de Verano 2014, el 12 de enero de visita frente al Deportivo Saprissa. Bajo las órdenes del entrenador uruguayo César Eduardo Méndez, el centrocampista debutó como titular y fue sustituido al minuto 83' por Óscar Villalobos. Su equipo logró la victoria por 1-2.
Estuvo por un total de tres temporadas con los generaleños, contabilizando sesenta apariciones sin marcar goles.

### A. D. Carmelita
El 3 de junio de 2016, se da a conocer su fichaje por Carmelita firmando un contrato de dos torneos cortos. Hizo su debut con la camiseta verdolaga el 17 de julio ante la Universidad de Costa Rica en el Estadio Morera Soto, donde completó la totalidad de los minutos en la derrota con goleada de 1-4.
Jeikel marcó su primer gol en la máxima categoría el 19 de marzo de 2017, contra Limón (victoria 2-1). En esa oportunidad, recibió un pase filtrado de Carlos Hernández al minuto 38', para definir ante el achique de Dexter Lewis y así poner la ventaja transitoria de 1-0. Al término de la temporada, sumó veintiocho partidos disputados con 2083 minutos totales de acción.

### Pérez Zeledón
Tras quedar como agente libre, a mediados de 2017 se oficializa su retorno al Pérez Zeledón. En la fase regular del Torneo de Apertura, Venegas alcanzó la cifra de tres anotaciones sobre rivales como Limón (2-0), Alajuelense (3-3) y Cartaginés (3-3). Los generaleños avanzaron a la cuadrangular en el cuarto sitio con 36 puntos, y al cierre de la misma fueron líderes por lo que quedaron instaurados en la última instancia. En la final de ida disputada el 20 de diciembre en el Estadio Municipal contra Herediano, Jeikel marcó el gol de la victoria 1-0 al minuto 15', mediante un potente remate de pierna izquierda en el borde del área. La ventaja fue cuidada sagazmente tres días después en el Estadio Rosabal Cordero, donde el jugador salió expulsado al minuto 84' por protestar con el árbitro —inclusive cuando había salido de cambio por Fernando Monge poco antes—. Con el triunfo en el resultado agregado, su equipo se coronó campeón por primera vez en su historia. El 27 de diciembre, diversos medios colocaron al volante en el Deportivo Saprissa, dicho rumor fue desmentido poco después por el presidente morado.

## Clubes
| Club                  | País       | Año               |
| --------------------- | ---------- | ----------------- |
| Pérez Zeledón         | Costa Rica | 2014 - 2016       |
| A. D. Carmelita       | Costa Rica | 2016 - 2017       |
| Pérez Zeledón         | Costa Rica | 2017 - 2019       |
| Club Sport Cartaginés | Costa Rica | 2020 - Actualidad |

## Palmarés

### Títulos nacionales
| Título                         | Club           | País       | Año  |
| ------------------------------ | -------------- | ---------- | ---- |
| Primera División de Costa Rica | Pérez Zeledón  | Costa Rica | 2017 |
| Primera División de Costa Rica | C.S Cartaginés | Costa Rica | 2022 |
| Torneo de Copa de Costa Rica   | C.S Cartaginés | Costa Rica | 2022 |